# Corinne Mottu
Corinne Mottu (* 1983) ist eine ehemalige Schweizer Snowboarderin. Sie startete im Snowboardcross und in den Paralleldisziplinen.

## Werdegang
Mottu trat international erstmals bei den Juniorenweltmeisterschaften 2001 in Nassfeld in Erscheinung. Dort belegte sie den 25. Platz im Parallel-Riesenslalom und den 13. Rang im Parallelslalom. Ihr Debüt im Snowboard-Weltcup gab sie im Dezember 2001 in Ischgl, wobei sie die Plätze 32 und 28 im Parallel-Riesenslalom errang. Bei den Juniorenweltmeisterschaften 2002 in Rovaniemi gewann sie die Bronzemedaille im Snowboardcross. Zudem wurde sie dort Zehnte im Parallel-Riesenslalom. Nachdem sie in der Saison 2002/03 bei den Snowboard-Weltmeisterschaften 2003 am Kreischberg den 25. Platz im Parallel-Riesenslalom errungen hatte, wurde sie bei der Winter-Universiade 2003 in Tarvis Sechste im Riesenslalom und belegte bei den Juniorenweltmeisterschaften 2003 in Prato Nevoso den 45. Platz im Parallel-Riesenslalom sowie den sechsten Rang im Snowboardcross. Zudem erreichte sie im März 2003 in Arosa mit dem fünften Platz im Snowboardcross ihre einzige Top-Zehn-Platzierung im Weltcup. In den folgenden Jahren errang sie in der Saison 2003/04 mit dem 19. Platz im Gesamtweltcup ihr bestes Gesamtergebnis im Weltcup und holte bei der Winter-Universiade 2005 in Seefeld in Tirol die Bronzemedaille im Snowboardcross. Zudem belegte sie dort den 13. Platz im Parallel-Riesenslalom. Ihren 15. und damit letzten Weltcup absolvierte sie im März 2008 in Chiesa in Valmalenco, welchen sie auf dem 18. Platz im Snowboardcross beendete.

## Weltcup-Gesamtplatzierungen
| Saison  | Gesamt | Gesamt | Snowboardcross | Snowboardcross | Parallel | Parallel |
| Saison  | Punkte | Platz  | Punkte         | Platz          | Punkte   | Platz    |
| ------- | ------ | ------ | -------------- | -------------- | -------- | -------- |
| 2002/03 | 66     | 22.    | 450            | 27.            | 32       | 64.      |
| 2003/04 | 67     | 19.    | 580            | 31.            | 36       | 78.      |
| 2007/08 | 820    | 73.    | 820            | 24.            | -        | -        |